# Carine Crutzen

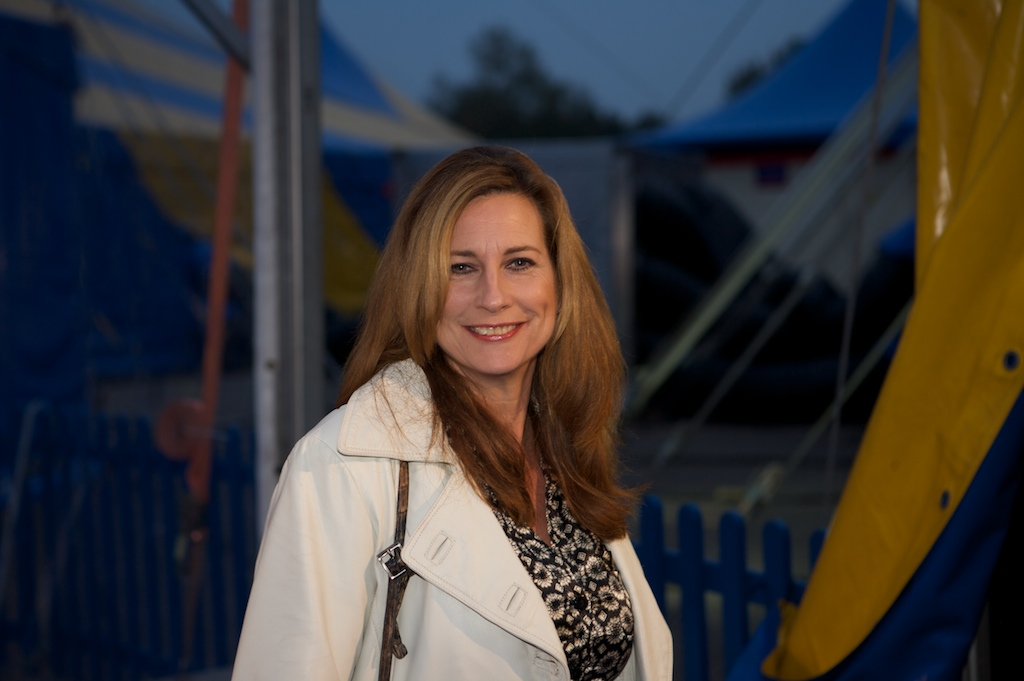
Carine Crutzen

Carine Crutzen (* 4. Februar 1961 in Heerlen; eigentlich Catharina Anna Quirina Crutzen) ist eine niederländische Schauspielerin.

## Leben
Sie studierte Schauspiel seit 1984 an der Maastrichter Schauspielschule. Im Anschluss an das Studium wirkte sie bei diversen Theatergruppen mit. Hierunter befanden sich die Ensemble Hollandia und Het Vervolg. Neben ihren Theaterauftritten wirkte sie auch in einer Anzahl niederländischer Fernsehserien und weiteren Fernsehproduktionen mit. Unter anderem spielte sie im Fernsehdrama De Brug mit. Darin spielte Crutzen die Rolle der Loes Meerdink. Darüber hinaus trat sie in den niederländischen Fernsehserien Pleidooi, Oud Geld sowie De Daltons auf. Ihre bislang höchste Auszeichnung, den niederländischen Academy Award, erhielt sie als Beste Darstellerin in  einer Fernsehserie für ihre Darstellung der Cathrien in Oud Geld.
Carine Crutzen lebt mit ihrem Ehemann Nico de Vries und ihren zwei Söhnen überwiegend in Haarlem.

## Filmografie (Auswahl)
- 1998: Abeltje
- 2006: Eilandgasten
- 2012: Grüße von Mike! (De groeten van Mike!)
- 2014: De poel
- 2024: Invasie

### Fernsehen
- 1990: De Brug
- 1993–1995: Pleidooi
- 1996: In naam der Koningin
- 1998–1999: Oud Geld
- 1998: Wij, Alexander
- 1999–2000: De Daltons
- 2005–2009: Vuurzee
- 2014: Assepoester: een modern sprookje
- 2016: Project Orpheus
- 2016: De zaak Menten
- 2017: Voetbalmaffia
- 2018: Suspects
- 2019: De 12 van Schouwendam
- 2020: Hitte
- 2020: Het A-woord
- 2021: Nieuw zeer
- 2021: Thuisfront
- 2024: Dertigers